# Underworld Kingdom
Underworld Kingdom je prvi album skupine slovenske hardcore punk skupine Leaf-fat, ki je izšel leta 2005. Večina skladb je v emo slogu. Poimenovan po istoimenski skladbi, ki pa ni bila uvrščena nanj.

## Seznam skladb
1. »ID Intro« – 1:09
2. »Individual Happiness« – 3:56
3. »Next Century« – 4:09
4. »Concealed« – 3:03
5. »Sunfall« – 4:50
6. »Amnesia« – 3:25
7. »Elegy« – 4:25
8. »Deep Inside« – 4:23
9. »Untitled« – 3:12
10. »T.W.T.« – 3:29
11. »Winter Song« – 4:15
12. »Smile« – 3:13
13. »U.K.« – 18:18

## Zasedba
- Robert Šercer – vokal
- Miha Medved – bas kitara
- Jaka Skočir – bobni
- Matej Avsenak Ogorevc – kitara
- Miha Krasevec – kitara, spremljevalni vokal